# Байрамкулова, Зухра Абдурахмановна
Зухра́ Абдурахма́новна Байрамку́лова (30 августа 1940, Кисловодск, РСФСР, СССР — 10 апреля 2013, село Учкекен, Карачаево-Черкесская республика, Российская Федерация) — передовик советского сельского хозяйства, доярка колхоза «Учкекенский» Малокарачаевского района Карачаево-Черкесской автономной области Ставропольского края, Герой Социалистического Труда (1971).

## Биография
Зухра Байрамкулова родилась в городе Кисловодске Ставропольского края. По национальности — карачаевка. После окончания неполной средней школы работала в 1956—1963 годах на хлопкозаводе, на стройке и в совхозе. В 1960 году вступила в ряды КПСС.
С 1963 года и до выхода на пенсию Байрамкулова работала дояркой в совхозе «Учкекенский» Малокарачаевского района Карачаево-Черкесской автономной области Ставропольского края.
В 1971 году указом Президиума Верховного Совета СССР ей было присвоено звание Героя Социалистического Труда с вручением ордена Ленина и золотой медали «Серп и Молот».
Активно участвовала в общественной и политической жизни. Являлась делегатом XXV съезда КПСС (1976), депутатом Верховного Совета СССР 9-го и 10-го созывов (1974—1984). Избиралась в состав ЦК КПСС в 1990 году на XXVIII съезде КПСС.
В 1990-х годах Байрамкулова вышла на заслуженный отдых. Жила в селе Учкекен Малокарачаевского района Карачаево-Черкесии. Скончалась 10 апреля 2013 года. Была последним Героем Социалистического Труда, проживавшим в Карачаево-Черкесии.

## Награды
- Герой Социалистического Труда (1971)
- орден Ленина (1971)
- орден Октябрьской Революции
- орден «Знак Почёта»
- медали